# Kadiatou Camara
Pour les articles homonymes, voir Camara.
Kadiatou Camara est une athlète malienne, née le 4 mai 1981 à Ségou. Elle est spécialiste du 100 mètres, du 200 mètres et du saut en longueur.

## Biographie
En 2004 elle est vice-championne d'Afrique au 200 m et à la longueur.
En 2008 elle récidive sur 200 m. 
Lors du Grand Prix de Bamako elle termine 1re du 100 m et 2e du 200 m.

### Palmarès
| Date | Compétition             | Lieu        | Résultat | Discipline | Performance |
| ---- | ----------------------- | ----------- | -------- | ---------- | ----------- |
| 2004 | Championnats d'Afrique  | Brazzaville | 2e       | 200 mètres | 23 s 22     |
| 2004 | Championnats d'Afrique  | Brazzaville | 2e       | Longueur   | 6,29 m      |
| 2008 | Championnats d'Afrique  | Addis-Abeba | 2e       | 200 mètres | 22 s 70 A   |
| 2009 | Jeux de la Francophonie | Beyrouth    | 2e       | 100 mètres | 11 s 73     |

### Records
| Épreuve  | Performance  | Lieu        | Date         |
| -------- | ------------ | ----------- | ------------ |
| 100 m    | 11 s 39 (NR) | Dakar       | 30 mars 2008 |
| 200 m    | 22 s 70 (NR) | Addis-Abeba | 4 mai 2008   |
| Longueur | 6,53 m (NR)  | Bamako      | 6 avril 2003 |